# Склерофітні чагарники острова Сокотра
Склерофітні чагарники острова Сокотра (ідентифікатор WWF: AT1318) — афротропічний екорегіон пустель і склерофітних чагарників, розташований на острові Сокотра та на декількох менших островах, що складають архіпелаг Сокотра. Цей архіпелаг розташований у західній частині Індійського океану, на схід від Сомалійського півострова та на південь від Аравійського півострова. Політично архіпелаг є частиною Ємену і лежить на південь від материкової частини Ємену.

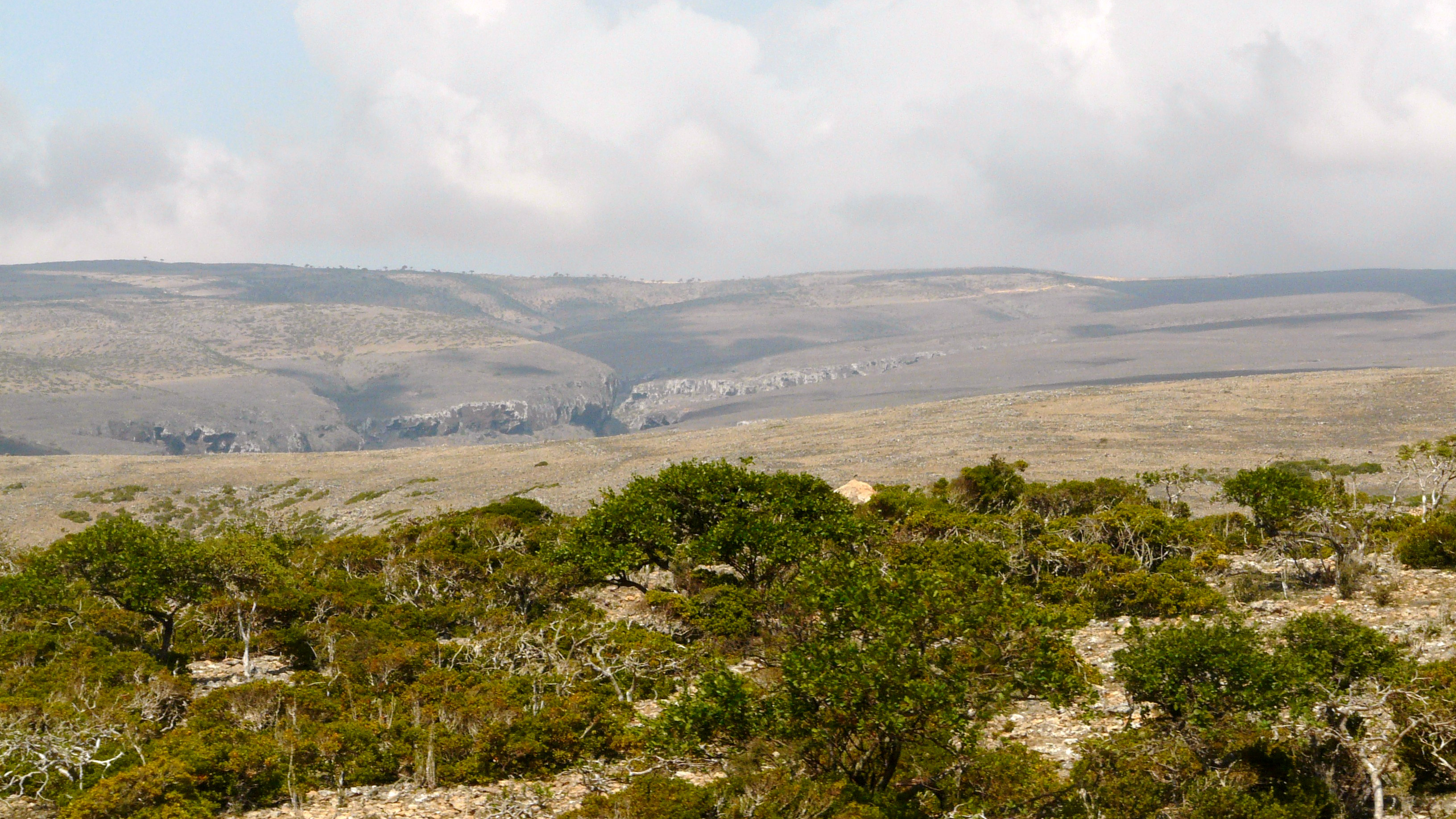
Внутрішні райони Сокотри

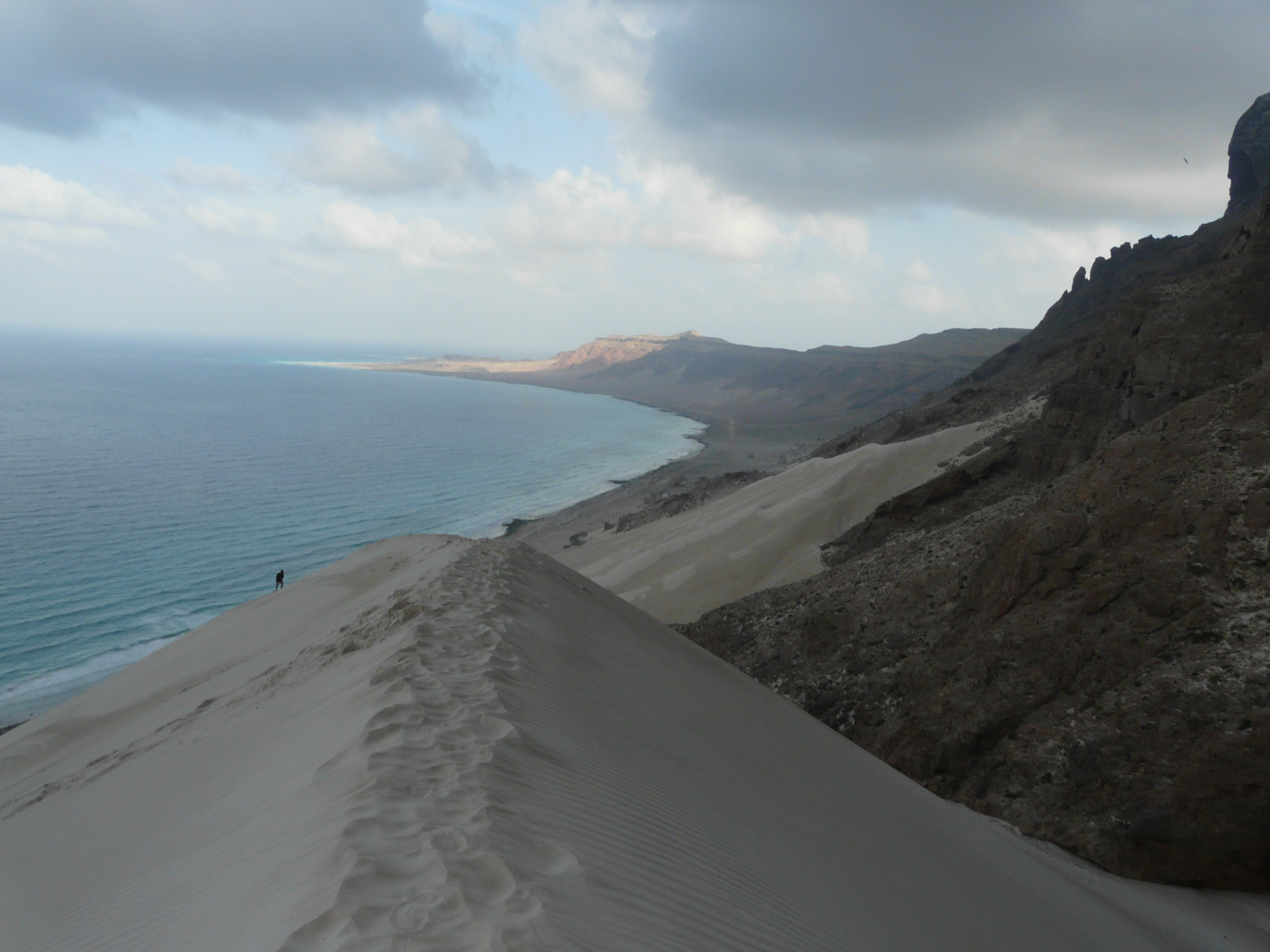
Узбережжя Сокотри

Сокотра має унікальну, багату екосистему, через що її називають однією з найнезвичніших місцевостей на планеті . На островах мешкає велика кількість ендемічних видів; до третини рослинного світу є ендеміками. Це справжня перлина біорізноманіття в Аравійському морі. У 1990-х роках група біологів ООН провела дослідження флори і фауни архіпелагу. Вони нарахували майже 700 ендемічних видів, які більше ніде на Землі не зустрічаються; лише Нова Зеландія, Гаваї, Нова Каледонія та Галапагоські острови мають більш вражаючі цифри. У 2008 році Сокотра була визнана об'єктом Світової спадщини ЮНЕСКО.

## Географія
Сокотра — найбільший та найсхідніший острів в архіпелазі Сокотра, який займає 95 % площі архіпелагу. Острів має 132 км у довжину і 49,7 км у ширину. Сокотра розташована приблизно за 240 км на схід від узбережжя Сомалі та за 380 км на південь від узбережжя Аравії. Іншими островами архіпелагу є Самха і Дарса, разом відомі як «Аль-Іхван» або «Брати», та острів Абд-ель-Курі. Останній знаходиться найближче до африканського континенту, на відстані всього 90 км. Усі острови, крім Дарси, є постійно населеними. Їх загальна площа становить близько 400 км². Політично архіпелаг Сокотра належить до єменської мухафази Сокотра, через що часто вважається частиною Близького Сходу. З географічної та біогеографічної точки зору він є продовженням Сомалійського півострова та є частиною Східної Африки.
Домінуючим ландшафтом острова Сокотра є велике плато з крейдових вапняків, висота якого становить від 300 до 700 м. На північному заході острова підіймаються гори Хаджхір (максимальна висота 1519 м), що складаються з докембрійських гранітів та метаморфічних порід. На крайньому заході острова плато різко знижується, опускаючись стрімкими уступами до прибережних рівнин або прямо в океан. Навколо плато, що займає більшу частину острова, розташована кам'яниста прибережна рівнина шириною до 5 км. Подекуди на ній зустрічаються піщані дюни, зокрема на рівнині Ногед на півдні острова.

## Клімат
В межах екорегіону переважає спекотний та посушливий пустельний клімат (BWh за класифікацією кліматів Кеппена). На нього здійснюють значний вплив південно-західні та північно-східні мусони. Південно-західний мусон, що дме з квітня по жовтень, приносить надзвичайно сильні, гарячі та сухі вітри з Африки. В цей період випадає мало опадів і триває сезон посухи. Зимовий, північно-східний мусон починається в листопаді і триває до березня, він приносить прохолоднішу та більш вологу погоду. 
Середньорічна кількість опадів коливається від приблизно 150 мм на прибережних рівнинах до понад 1000 мм у горах. Опади спорадичні та непередбачувані, вони можуть не випадати впродовж року. Нічна роса є важливим джерелом води для острівної флори. Гори перехоплюють вологоносні вітри, що створює більше хмар, туманів і орографічних опадів. Невеликі гірські струмки підтримують водні середовища існування, вони течуть в долини під час більш прохолодних і вологих зимових місяців та під час сильних опадів. Середні максимальні температури на прибережних рівнинах становлять 27-37 °C, а середні мінімальні температури — 17-26 °C. У горах Хаджхір значно прохолодніше.

## Флора
На прибережних рівнинах та на невеликій висоті у вапнякових передгір'ях поширені відкриті листопадні чагарникові зарості. Тут зустрічаються рослини, що скидають листя під час посушливих літніх місяців, та сукуленти, що накопичують воду у листі та стеблах. Серед чагарників переважають ендемічні сокотрійські кротони (Croton socotranus) та сібру (Jatropha unicostata). Над чагарниковим ярусом піднімаються сукулентні дерева, зокрема деревоподібні молочаї (Euphorbia arbuscula), огіркові дерева (Dendrosicyos socotrana) та гладкі аденіуми (Adenium obesum spp. sokotranum). Серед інших дерев слід навести африканський тропічний каштан (Sterculia africana var. socotrana), колючий зизифус (Ziziphus spina-christi), а також різні види босвеллій (Boswellia spp.) та комміфор (Commiphora spp.). Різноманітні трави ростуть переважно взимку, коли випадає достатня кількість опадів.
На вапняковому плато та на нижніх схилах гір Хаджхір ростуть напівлистопадні чагарники та невисокі дерева. Серед них переважають кущі китицецвітої сеарсії (Searsia thyrsiflora), самшиту Гільденбрандта (Buxus hildebrandtii), яйцеподібної діріхлетії (Dirichletia obovata) та різних видів кротону (Croton spp.).
На високих гірських схилах ростуть густі чагарники Searsia thyrsiflora, Allophylus rhoidiphyllus та Cephalocrotonopsis socotranus. Над чагарниковим ярусом височіють сокотрійські драконові дерева (Dracaena cinnabari), дивні на вигляд дерева грибоподібної форми. Волога з повітря або туману конденсується на великій площі їхнього листя і краплями стікає вниз по дереву, забезпечуючи ґрунт необхідним зволоженням і, як наслідок, сприяючи росту рослинності в підліску. Ці дерева також забезпечують тінь, яка зменшує випаровування води з ґрунту. Інші високогірні рослинні угруповання включають невисокі чагарники, де переважає звіробій (Hypericum spp.), антропогенні пасовища та відслонення скель, порослі лишайниками та невисокими подушкоподібними рослинами, зокрема ендемічним Nirarathamnos asarifolius та різними видами цмину (Helichrysum spp.).
Сокотрійські драконові дерева є одними з найхарактерніших рослин Сокотри. В давнину червоний сік цього дерева вважався кров'ю дракона, використовувся як барвник, а сьогодні використовується для виготовлення фарби та лаку. Різні ендемічні алое (Aloe spp.) Сокотри також були історично важливі для медицини та косметики. Серед іншших ендемічних рослин острова слід відзначити велике сукулентне дерево гігантську дорстенію (Dorstenia gigas), огіркове дерево (Dendrosicyos socotrana), рідкісний сокотрійський гранат (Punica protopunica), сокотрійське алое (Aloe perryi) та сокотрійську босвеллію (Boswellia socotrana).
Тривала геологічна ізоляція архіпелагу Сокотра та його спекотний і посушливий клімат призвели до формування унікальної та вражаючої ендемічної флори. Ботанічні польові дослідження, проведені Центром близькосхідних рослин, частиною Королівського ботанічного саду Единбургу, показали, що 307 із 825 видів рослин, що ростуть на островах, є ендемічними — 37 % від загальної флори. Вся флора архіпелагу Сокотра була внесена до Червоного списку МСОП. За оцінкою 2004 року 27 видів рослин були визнані як такі, що перебувають під загрозою зникнення, а 3 види — як ті, що перебувають на межі зникнення. Деякі рослини на Сокотрі представляють собою останніх представників свого роду. Вапнякове плато та гори Хаджхір є найбагатшими територіями з точки зору рослинного ендемізму, однак ендеміки зустрічаються по всьому острову в усіх типах рослинності.
Флора Сокотри відображає геологічну історію острова та демонструє зв'язки з Сомалійським півостровом, а також з більш віддаленими островами Макаронезії. Сокотра відокремилася від Аравії в третинному періоді, тоді ж коли утворилася Аденська затока. До цього її існування в складі суперконтиненту Гондвана означало, що Сокотра була близькою до Мадагаскару, Індостану та східного узбережжя Африки. Багато ендемічних рослин, знайдених на Сокотрі, раніше були широко поширені. Наприклад, огіркове дерево (Dendrosicyos socotrana) раніше росло в Джибуті і наразі вважається вимерлим на африканському материку. Так само рід Драцена (Dracaena) включає ксерофітні види, поширені на островах Макаронезії, Мадагаскарі та вздовж африканського узбережжя від Південної Африки до Аравії. Необхідні додаткові дослідження, щоб виявити біогеографічні обставини, які породили подібні систематично унікальні та локально ізольовані види.

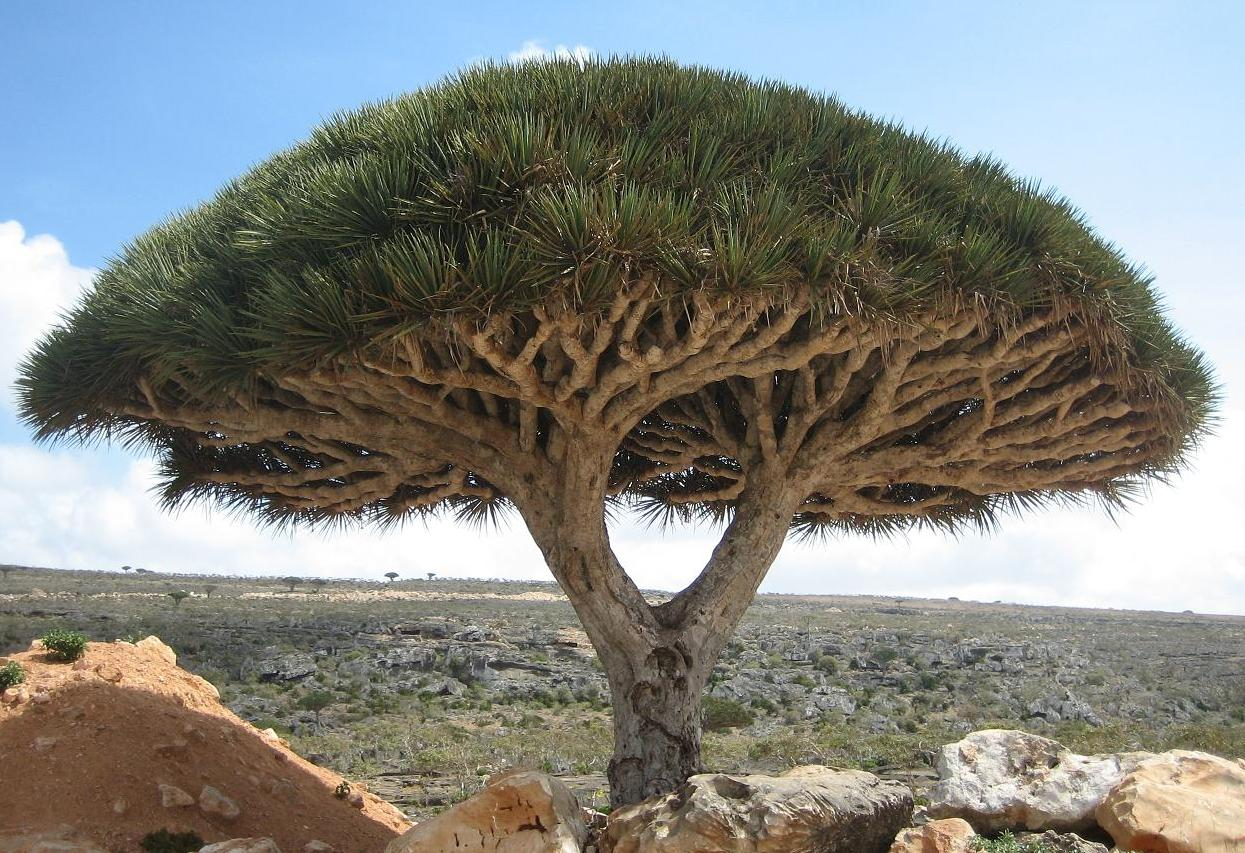
Сокотрійське драконове дерево (Dracaena cinnabari)
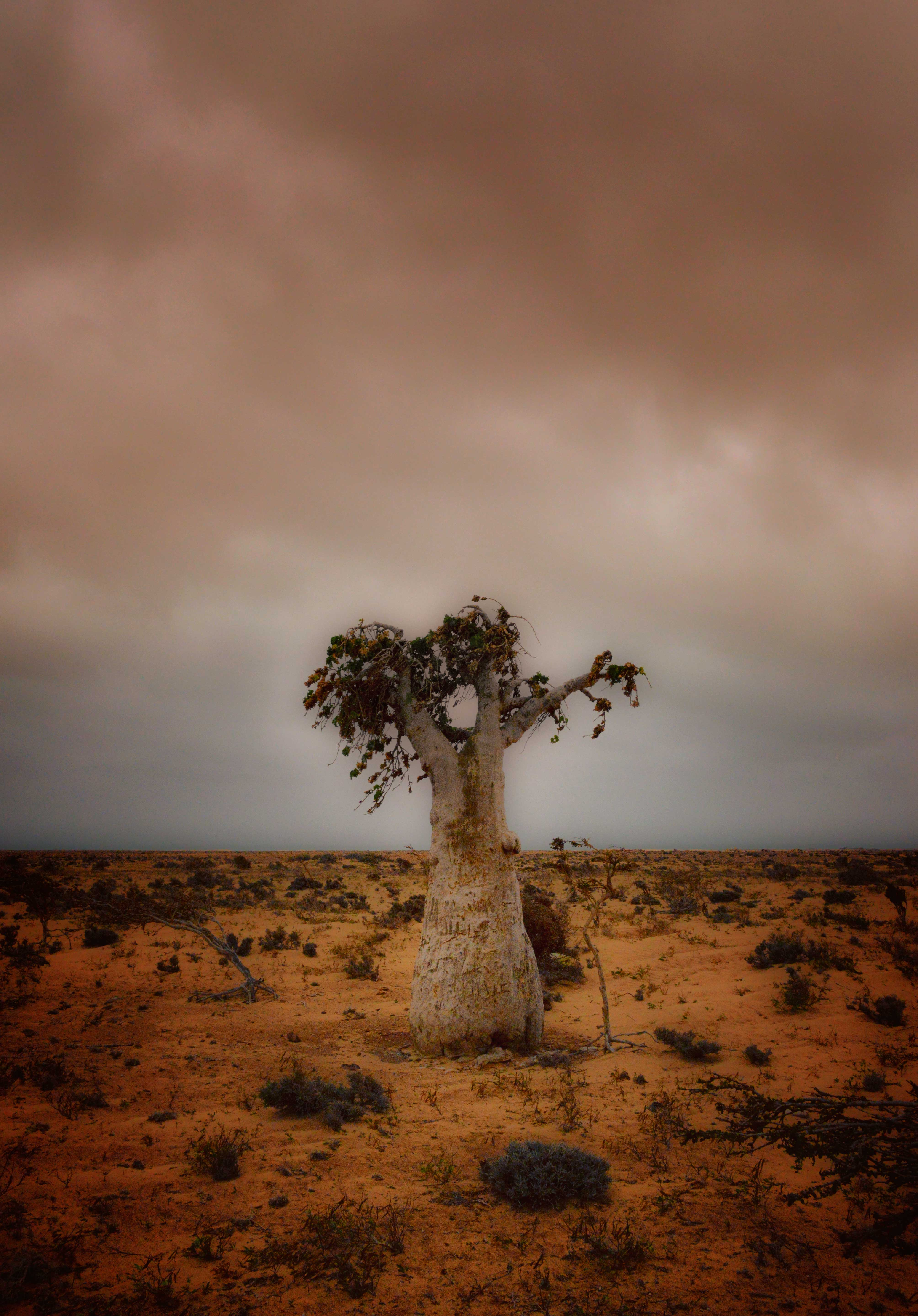
Огіркове дерево (Dendrosicyos socotrana)
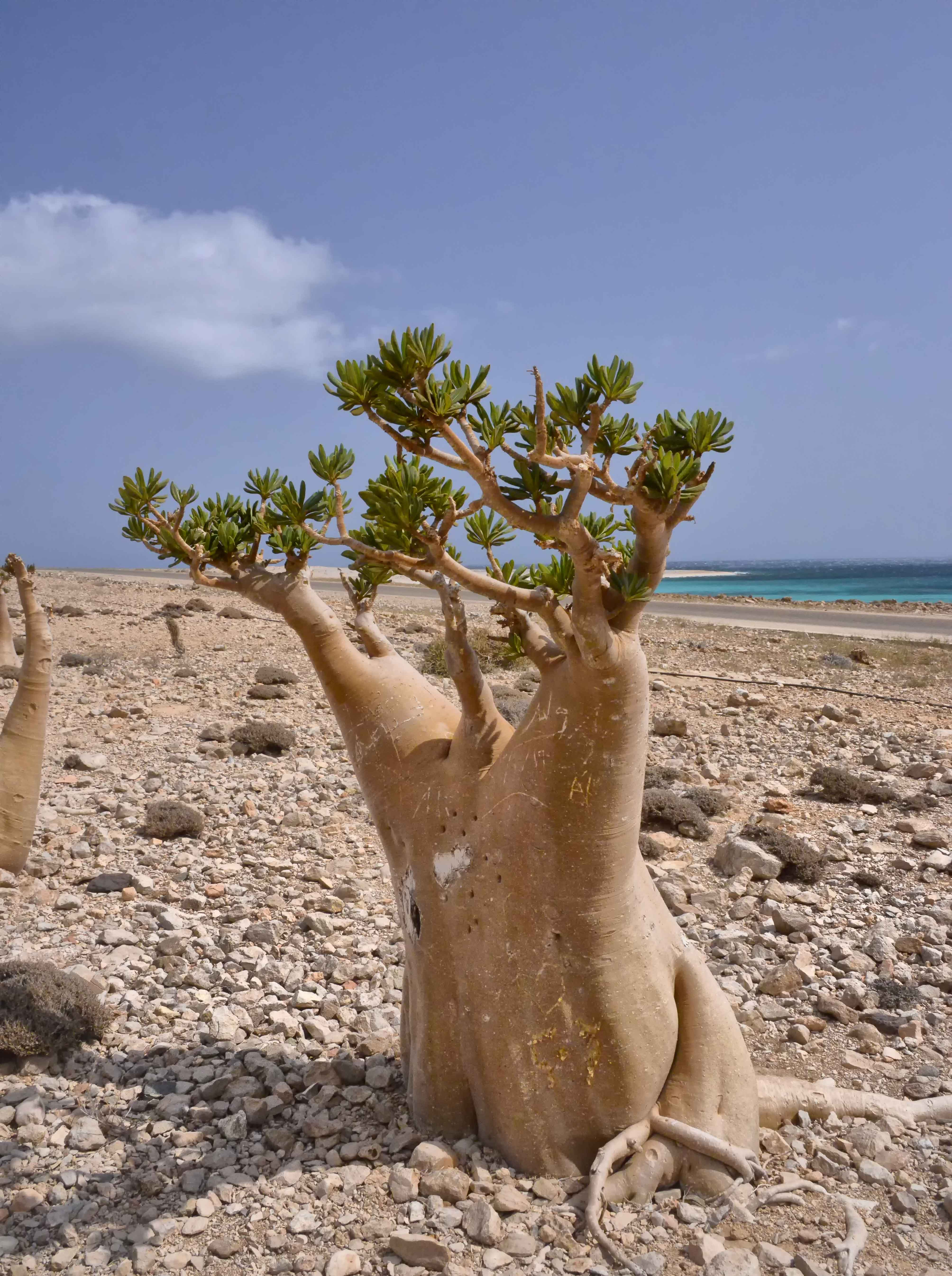
Гладкий аденіум (Adenium obesum spp. sokotranum)
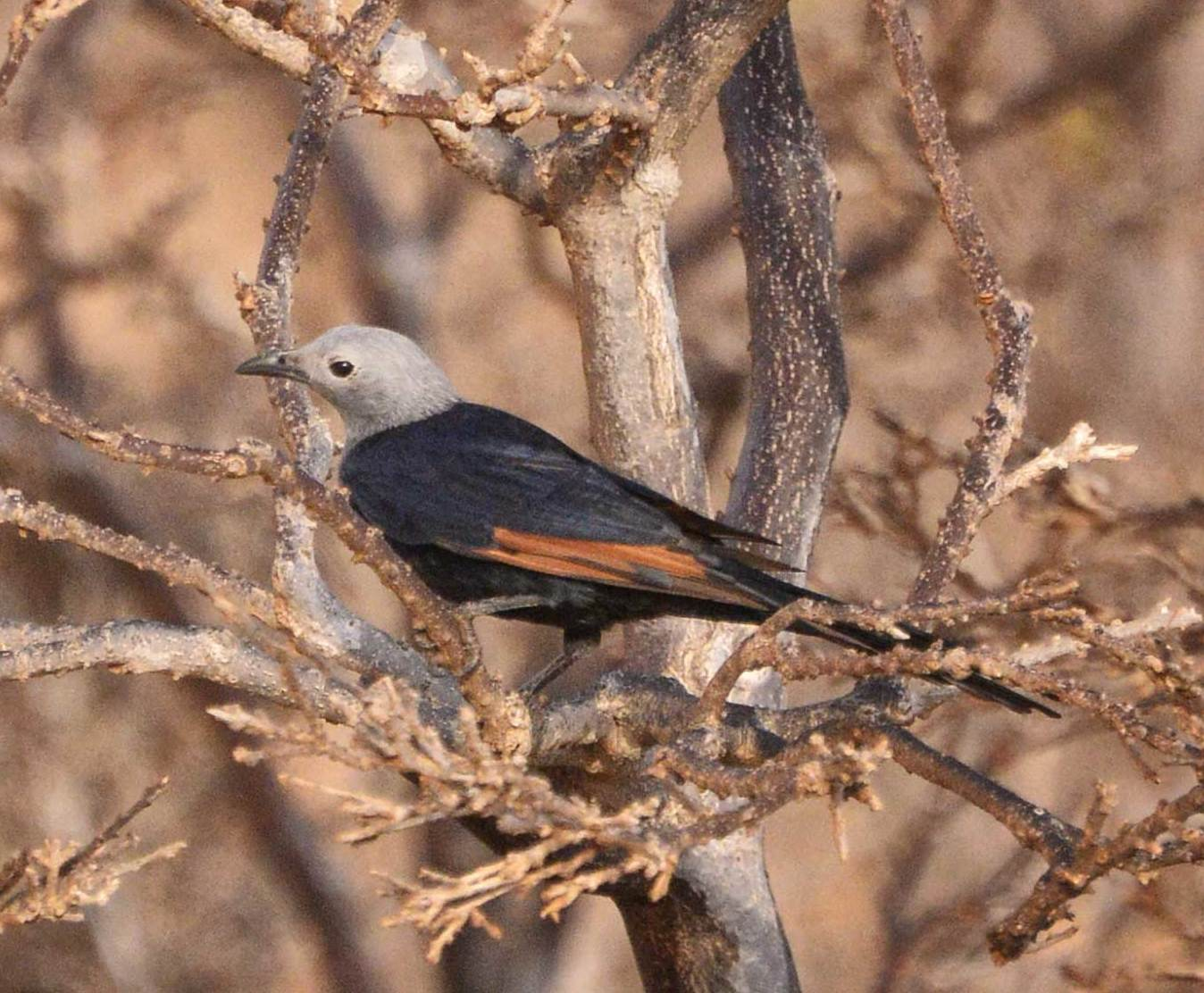
Сокотрійський моріо (Onychognathus frater)
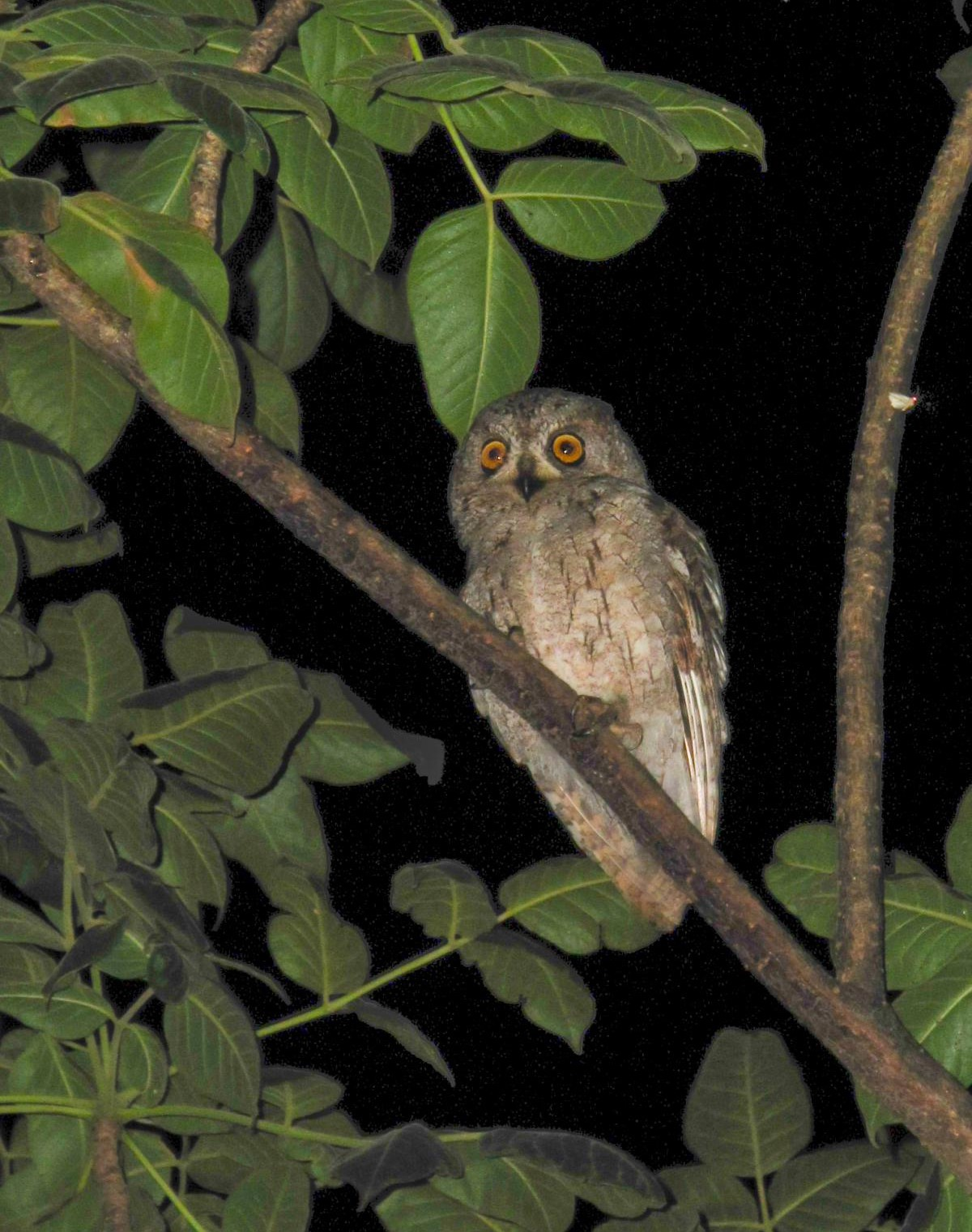
Сокотрійська сплюшка (Otus socotranus)
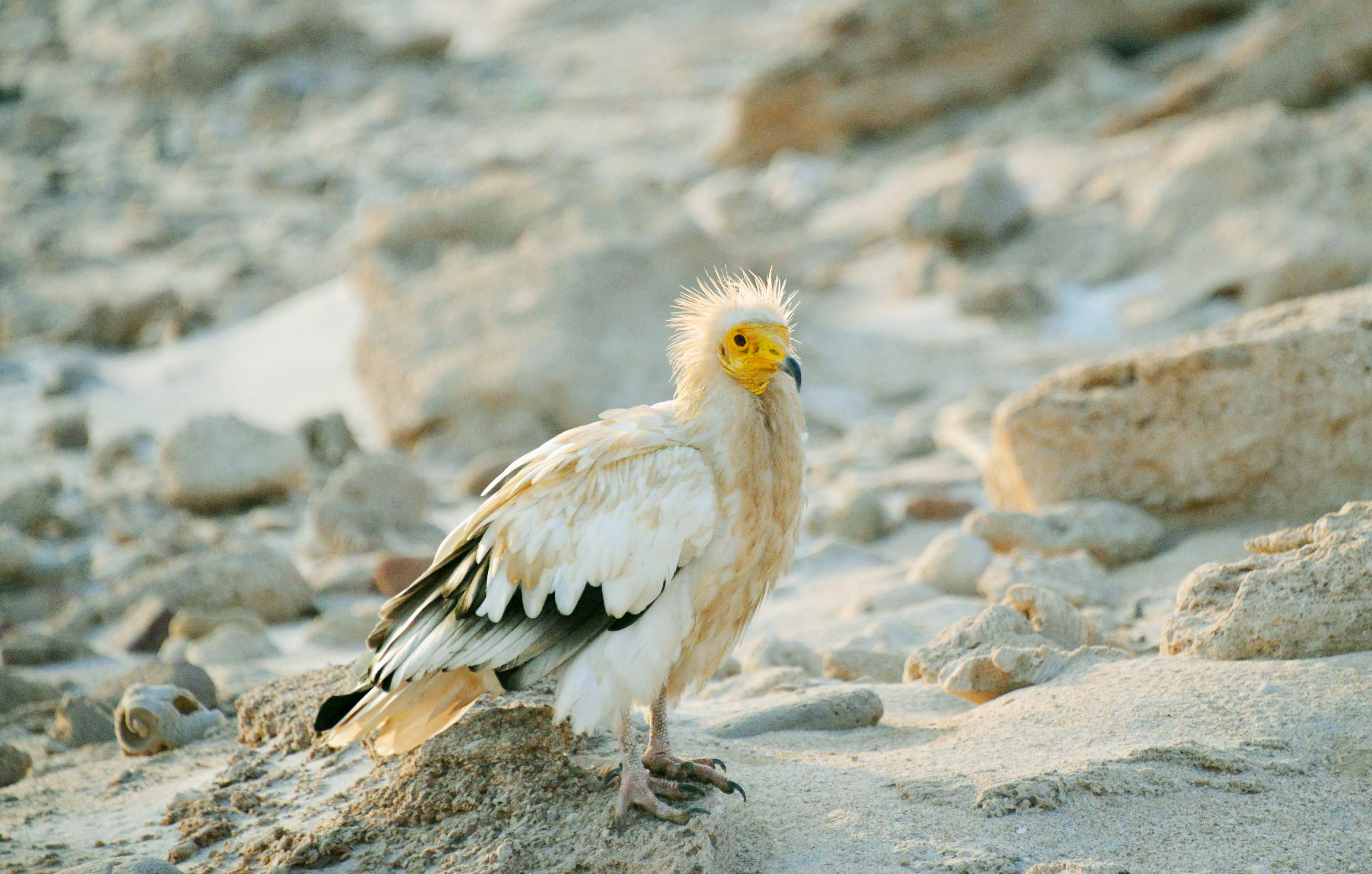
Стерв'ятник (Neophron percnopterus)
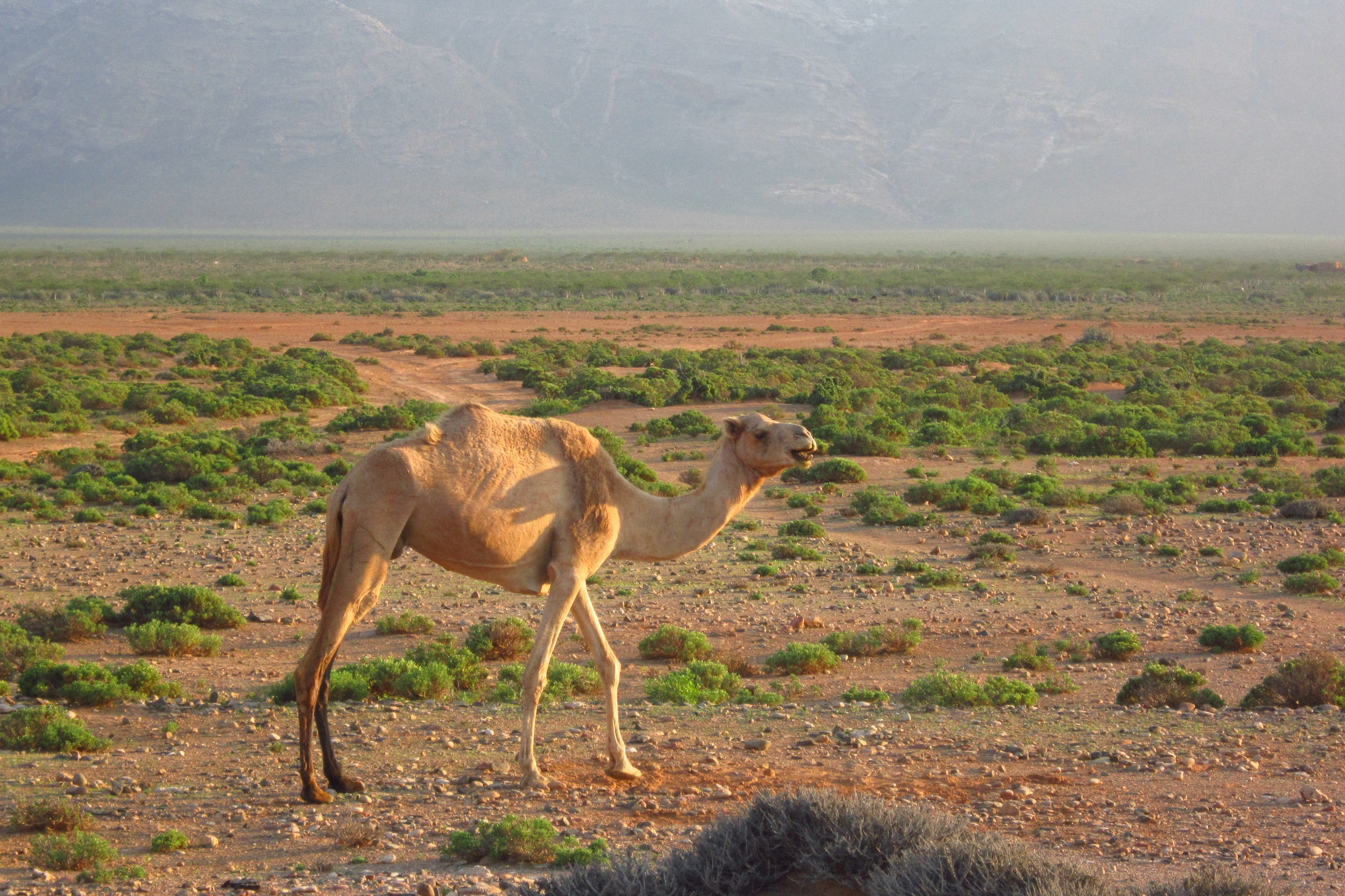
Одногорбий верблюд (Camelus dromedarius)

## Фауна
На архіпелазі Сокотра було зафіксовано 240 видів птахів, з яких 10 видів є ендемічними. Ендемічні види включають сокотрійського моріо (Onychognathus frater), сокотрійського нектарця (Chalcomitra balfouri), сокотрійську вівсянку (Emberiza socotrana), тамариксову таміку (Cisticola haesitatus), сокотрійського горобця (Passer insularis), абдалькурійського горобця (Passer hemileucus), золотокрилу армілку (Rhynchostruthus socotranus), сокотрійську таміку (Incana incana), сокотрійську сплюшку (Otus socotranus) та сокотрійського канюка (Buteo socotraensis). Товстодзьоба бульверія (Bulweria fallax) гніздиться лише на острові Сокотра. Також на островах регіону мешкають інші види, зокрема рідкісні перські баклани (Phalacrocorax nigrogularis), сокотрійські окулярники (Zosterops socotranus) та стерв'ятники (Neophron percnopterus). Багато видів птахів знаходяться під загрозою зникнення через хижацтво з боку інвазивних здичавілих котів.
Місцевими ссавцями Сокотри є лише чотири види кажанів —  єгипетський мишохвіст (Rhinopoma cystops), підковик Жоффруа (Rhinolophus clivosus), сомалійський тризубценіс (Asellia italosomalica) та ендемічний сокотрійський гіпсуг (Hypsugo lanzai).  Єгипетський мишохвіст мешкає на всіх островах архіпелагу, а інші три види зустрічаються лише на Сокотрі. Ще 11 видів ссавців були інтродуковані на острів людьми. В низовинах Сокотри мешкає здичавіла популяція африканського віслюка (Equus africanus). Люди привезли на Сокотру одногорбих верблюдів, корів та кіз, які наразі також зустрічаються у здичавілих популяціях. Серед інших інтродукованих ссавців слід відзначити свійського кота (Felis catus), малу цівету (Viverricula indica), чорного пацюка (Rattus rattus), хатню мишу (Mus musculus), етруського сункуса (Suncus etruscus) і мадагаскарського сункуса (Suncus madagascariensis).
Герпетофауна Сокотри включає 32 види. Якщо виключити два нещодавно інтродуковані види, Hemidactylus robustus та Hemidactylus flaviviridis, усі місцеві види плазунів є ендемічними, зокрема представники 5 ендемічних родів. На Сокотрі мешкають різноманітні сцинки, гекони, безногі ящірки, а також сокотрійські полози (Hemerophis socotrae) та сокотрійські хамелеони (Chamaeleo monachus). Амфібії на островах відсутні.
На Сокотрі мешкає багато ендемічних безхребетних, зокрема кілька ендемічних павуків, таких як тарантул Monocentropus balfouri, та три види прісноводних крабів. Серед коралових рифів у водах поблизу Сокотри мешкає різноманітна морська фауна, зокрема багато ендемічних видів.

## Збереження
Внаслідок тривалого господарського освоєння архіпелагу людьми, його природа повільно, однак неухильно змінювалася. За словами Джонатана Кінгдона, "тварини і рослини, які залишилися, представляють собою деградовану частину того, що колись існувало". Згідно «Періпла Еритрейського моря», давньогрецького географічного твора, написаного у I столітті н. е., на острові колись мешкали крокодили та великі ящірки. Ще кілька століть тому на острові були річки та болота, існували рясні пасовища та росла велика кількість ендемічних дерев. Португальці зафіксували наявність водяних буйволів на початку XVII століття. Зараз на острові є лише піщані ваді, а багато місцевих рослин виживають лише там, де є більша вологість або в недоступних від перевипасу місцях. Фауні та флорі Сокотри загрожують інвазивні види тварин.
У липні 2008 року Організація Об'єднаних Націй з питань освіти, науки та культури (ЮНЕСКО) визнала Сокотру об'єктом Світової природної спадщини.